# Пренцлауер-Берґ
Пренцлауер-Берґ (нім. Prenzlauer Berg) — район Берліна. Пренцлауер-Берґ був самоврядним і незалежним міським округом з часів заснування Великого Берліна в 1920 році. Але після адміністративної реформи 2001 року Пренцлауер-Берґ було об'єднано з іншими північно-східними районами німецької столиці в новий найбільший за чисельністю населення адміністративний округ Берліна — Панков.

## Розташування

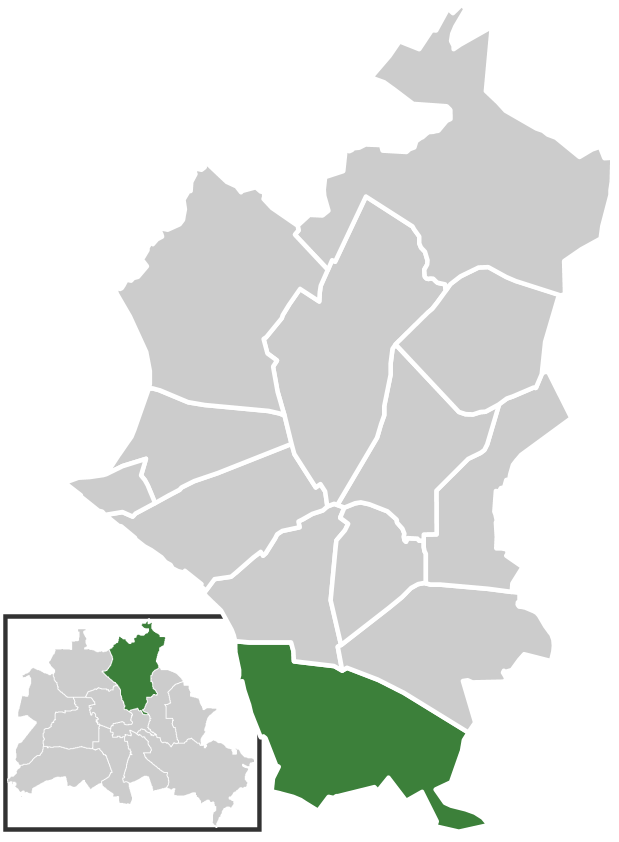
Розташування на мапі Берліна.

Район Пренцлауер-Берґ розташований в центрі Східного Берліна, входить до складу збільшеного північно-східного адміністративного округу Панков і межує з іншими берлінськими адміністративними округами: на заході і південному заході — з Мітте, на півдні — з Фрідріхсхайн-Кройцберг, на сході — з Ліхтенберг. Всередині свого адміністративного округу Пренцлауер-Берг межує з районами: Панков і Вайсензее.

## Назва
В перекладі на українську мову "Берґ" (нім. Berg) означає "Гора". 
Тому назву району можна перекласти як «Пренцлауерська гора», але таке словосполучення не використовується. Місцеві жителі називають свій район одним словом Пренцльберг (нім. Prenzlberg). 
Вперше найменування Пренцлауер-Берґ згадується в документі, що  датований 1826 роком.
Первинною назвою цієї місцевості є Віндмюленберґ (нім. Windmühlenberg) - «Гора вітряних млинів». Тут було досить багато млинів, побудованих як правило на підвищеннях. Рельєф місцевості в цьому районі аж ніяк не рівнинний, що показано на таблиці висотного профілю Пренцлауер-Берга. Після Другої світової війни до природних височин тут додалися штучно створені пагорби із зібраного руїнного сміття, засипаного землею і засадженого деревами, як, наприклад, в народному парку з однойменною назвою - Пренцлауер-Берґ, де знаходиться найвища точка району, що сягає 91 метра над рівнем моря.
Перша частина найменування району - Пренцлауер - пояснюється тим, що тут проходить головна магістраль району - Пренцлауер-Алее (нім. Prenzlauer Allee), що прямує на північний схід в бік міста Пренцлау (нім. Prenzlau), районного центру у федеральній землі Бранденбург. 

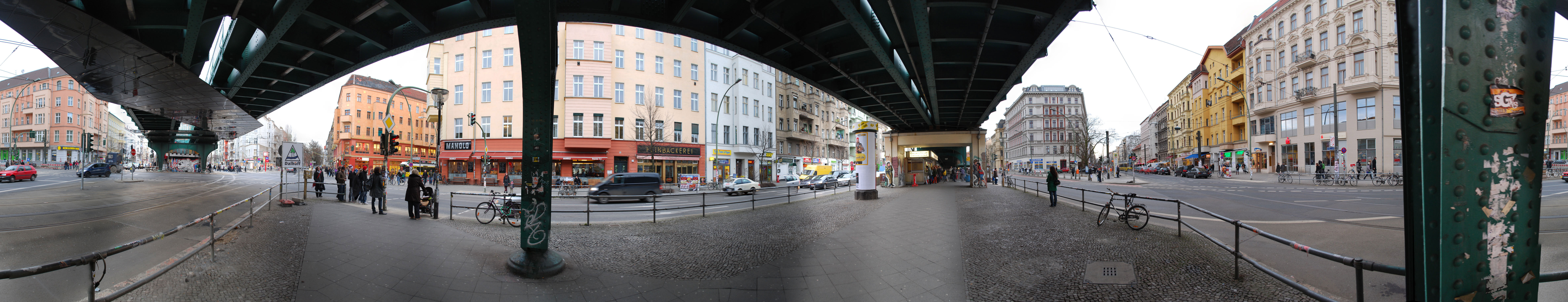
Панорама перехрестя «Куток Шьонгаузер» (Ecke Schönhauser). 2009 р.